# Kościół Chrystusa Króla w Bytomiu-Stolarzowicach
 Kościół Chrystusa Króla w Bytomiu – rzymskokatolicki kościół parafialny w Bytomiu-Stolarzowicach, w diecezji gliwickiej.

## Historia

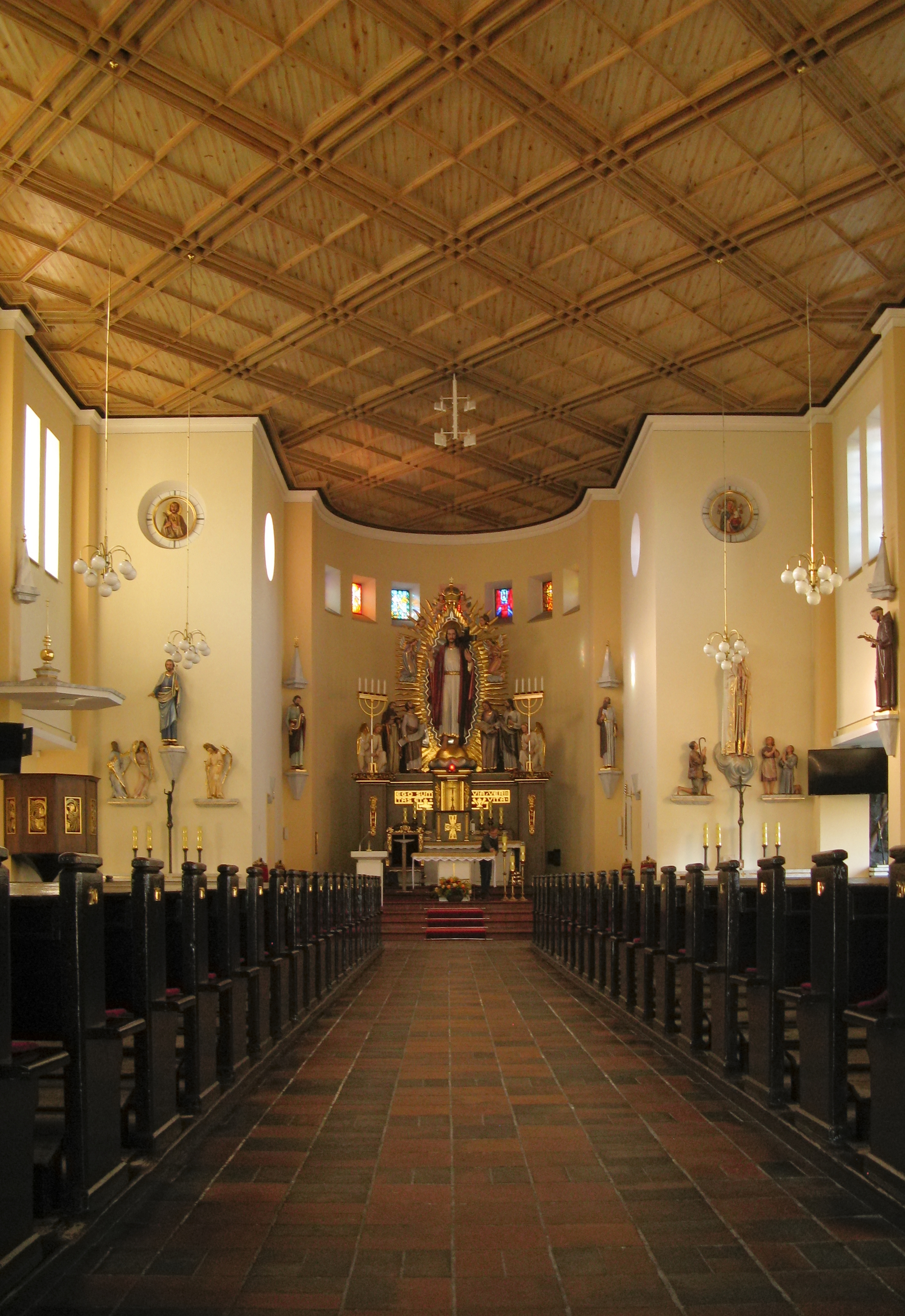
Wnętrze (2020)

Pierwszy, odrzucony projekt kościoła wykonał w 1927 roku bytomski architekt Theodor Ehl. Budowę staraniem ks. Jana Wyciska, według projektu radcy budowlanego z Opola Artur Reck, rozpoczęto 1 maja 1928 roku i zakończono pod koniec tegoż roku. konsekracja nastąpiła 22 września 1929 roku z rąk biskupa pomocniczego wrocławskiego, Walentego Wojciecha.
Oryginalne dzwony kościelne zostały zarekwirowane w 1942 roku na potrzeby armii niemieckiej. Nowe, z odlewni Niestroja w Goduli, poświęcił 25 lipca 1957 ks. bp Franciszek Jop. W 1996 roku została przeprowadzona renowacja kościoła, natomiast w 2009 roku został wyremontowany dach. W kościele odprawiane są msze św. w języku polskim oraz w języku niemieckim.

## Wyposażenie
Kościół jest jasny i przestronny, ołtarz oraz figury przyścienne są autorstwa bytomskiego rzeźbiarza Schinka. W portalu ołtarza znajdują się relikwie świętych Felicysyma i Salwatora.